# Carl Schutte
Carl Otto Schutte (ur. 5 października 1887 w Kansas City  – zm. 24 czerwca 1962 w Seattle) – amerykański kolarz szosowy, dwukrotny medalista olimpijski.

## Kariera
Największe sukcesy w karierze Carl Schutte osiągnął w 1912 roku, kiedy zdobył dwa medale podczas igrzysk olimpijskich w Sztokholmie. W jeździe indywidualnej na czas przejechał trasę w czasie 10:52:38.8 i zdobył brązowy medal, ulegając jedynie Rudolphowi Lewisowi ze Związku Południowej Afryki oraz Brytyjczykowi Frederickowi Grubbowi. Na tych samych igrzyskach wspólnie z Alvinem Loftesem, Albertem Kruschelem i Waldenem Martinem zajął również trzecie miejsce w jeździe drużynowej. Nigdy nie zdobył medalu na szosowych mistrzostwach świata, ani na mistrzostwach kraju.